# Шуляр Орест Дмитрович
Орест Дмитрович Шуляр (нар. 5 серпня 1944, Павлівка, Івано-Франківська область,УРСР — 24 червня 2024, Івано-Франківськ) — український науковець відомий на Прикарпатті, педагог, співак (тенор), музично-громадський діяч, професор, завідувач кафедри академічного та естрадного співу Інституту мистецтв Прикарпатського національного університету ім. В.Стефаника, Лауреат Міжнародних та Всеукраїнських конкурсів у складі чоловічих вокальних квартетів «Легінь» та «Коло».

## Біографія
Народився 5 серпня 1944 року в селі Павлівка, Станіславської (тепер Івано-Франківської) області у родині службовця Дмитра Ільковича та домогосподарки Теклі Миколаївни. Висота його таланту закорінена у родових первенях.  Ці генетичні імпульси, успадковані від батьків, незмінно живлять його творчість. Любов до співу прийшла ще в ранньому дитинстві через безпосередню участь у хоровому колективі, незмінним керівником якого був прекрасний фахівець – Василь Дмитрович Гринкевич та драматичному гуртку (керівником на той час був ентузіаст драматургії – Іван Миколайович Галько).
Мати Ореста Дмитровича мала від природи чудовий голос і музикальний слух, була незмінним заспівувачем у самодіяльному колективі. Батько був талановитим майстром шевської справи, але надзвичайно любив співати, чудово читав вірші, володів виразним мистецьким і акторським талантом, брав активну участь у драматичному гуртку. Ці риси передалися у спадок синові.
Ще навчаючись у школі, хлопчину завжди бачили солістом шкільного хору. Проте, закінчивши у 1950 році семирічну школу, через важкі матеріальні умови (а був це важкий післявоєнний час) без батьківської допомоги (який загинув, перебуваючи у загоні «Різуна» під псевдо «Січовик» у 1946 році від рук енкаведистів) і не маючи змоги навчатись у музичному закладі, Орест Шуляр шістнадцятирічним юнаком вирушає на навчання до Брошнівського технічного училища. Під час навчання в цьому закладі не полишає співу, бере активну участь у вокальному гуртку училища як соліст хору та як окремий виконавець, захищаючи хорову самодіяльність цього закладу на обласному конкурсі (ІІ місце).
Після закінчення училища, у 1962 році, направляється на будови Івано-Франківщини, а через рік, у 1963 році, Орест Шуляр мобілізований на службу на Північний Військово-Морський Флот, що базувався у місті Сєвєроморську Мурманської області. Однак і на службі любов до співу й музики не полишає його. Обдарований чудовим голосом, юнак не залишився поза увагою художнього керівника корабля Віктора Волкова, який відбираючи співаків для ансамблю і духового оркестру зараховує його солістом-виконавцем. Всі чотири з половиною роки перебування на службі, Орест Шуляр виступає з концертними програмами у військових частинах, на підприємствах, захищає честь корабля на загальнофлотських конкурсах у м. Сєвєроморську (І місце), Москві (ІІ місце). Перебуваючи на військовій службі, юнак самотужки у 1964 році вступає на музичний факультет Московського заочного народного університету мистецтв (Свідоцтво за № 3412 від 04.06.1966 р.), який закінчує в 1966 році. Крім того, Орест Дмитрович бере активну участь у громадському житті корабля. Протягом чотирьох років обіймає посаду комсорга артилерійського дивізіону корабля, де на останньому році морської служби, за рекомендацією секретаря комітету корабля лейтенанта Володимира Івановича Богача, Орест Дмитрович, на період його піврічної відпустки, до кінця служби призначається виконуючим обов’язки секретаря комітету комсомолу корабля.
Після служби на флоті, деякий час працює на підприємствах Івано-Франківська й одночасно бере активу участь у культурному житті села Павлівки, співаючи в сільському чоловічому хорі та вокальному квартеті, який був створений із солістів хору – Григорія Попадинця, Івана- та Богдана Шклярів й не полишає мрії про  продовження  навчання у музичному закладі. На той час художнім керівником народної чоловічої хорової капели був прекрасний хоровий диригент-професіонал та викладач музично-педагогічного факультету Івано-Франківського педагогічного інституту – Ярослав Миколайович Крушельницький. Побачивши надзвичайну музичну обдарованість юнака, він рекомендує йому вступати на музично-педагогічний факультет Івано-Франківського педагогічного інституту. І вже у 1971 році Орест Шуляр стає студентом цього закладу, де удосконалює свою гру на баяні - клас викладача П.М.Чоловського, підвищує фаховий рівень з диригування - клас викладача П.М. Сметани та Ю.М.Серганюка, набуває навичок академічного співу у класі викладача Г.Є.Стасько. Під час навчання бере активну участь у громадському та концертному житті інституту, відстоює честь міста та області на Всесоюзних конкурсах художньої самодіяльності. Маючи від природи широкий діапазон голосу, йому під силу співати як баритонові так і тенорові партії. 
У його репертуарі ми бачимо такі відомі оперні арії українських та західноєвропейських композиторів-класиків, як: арія Алєко з однойменної опери С.Рахманінова, арія Лєнського з опери «Євгеній Онєгін» П.Чайковського, арія Андрія з опери «Запорожець за Дунаєм» С.Гулака - Артемовського, дует Андрія та Оксани з тієї ж опери, виконує українські романси та народні пісні.

## Професійна діяльність
У 1976 році, після закінчення Івано-Франківського педагогічного інституту ім. В.Стефаника, Ореста Шуляра, як найкращого випускника, запрошують на педагогічну роботу у вузі на кафедру методики музичного виховання, співів і диригування музично-педагогічному факультеті на посаду викладача постановки голосу (тепер кафедра академічного та естрадного співу Інституту мистецтв Прикарпатського національного університету імені Василя Стефаника).
Орест Дмитрович активно працює науковцем. Він є автором двочастинної монографії «Історія вокального мистецтва» (Івано- Франківськ, І ч., 2010) та «Історія вокального мистецтва» (Івано- Франківськ, II ч., 2012); співавтором монографії «Голос людини та вокальна робота з ним» (авторський колектив: Стасько Г.Є, Шуляр О.Д., Сливоцький М.Ю. та ін..) (Івано-Франківськ, 2010). У співавторстві випускає ряд навчальних посібників, серед яких: «Хрестоматія для співу. Українські народні пісні для тенора в супроводі фортепіано» (Івано-Франківськ, 1996), «Вокально-педагогічні основи організації та проведення занять з сольного співу зі студентами І-IV курсів у вокальному класі». (Івано-Франківськ, 1997), «Українські народні пісні. Хрестоматія для співу в супроводі фортепіано» (Івано-Франківськ, 2001), двотомник «Арії, романси та пісні західноукраїнських композиторів XIX - першої половини XX ст. Хрестоматія для співу в супроводі фортепіано. Частина І» (Івано-Франківськ, 2005); «Арії, романси та пісні західноукраїнських композиторів XIX - першої половини XX ст. Хрестоматія для співу в супроводі фортепіано Частина II.» (Івано-Франківськ, 2005); «Арії та романси українських композиторів. Збірник пісень для тенора у супроводі фортепіано» (Івано-Франківськ, 2010) та ін.
З 1971 року, після закінчення інституту, працює на педагогічній роботі в Івано-Франківському педагогічному інституті ім. В. Стефаника. Любов до пісні, чудовий голос, активна життєва позиція - основні характеристики молодого педагога який проявивши себе у чоловічому хорі «Явір» отримує запрошення співати у чоловічому вокальному квартеті «Леґінь». 
Увібравши найкращі принципи вокальної педагогіки своїх наставників Орест Шуляр вміло передає їх своїм студентам – вкладаючи їм в душу всю свою любов та музичний хист. Його індивідуальні заняття з постановки голосу розвивають у студентів розуміння сутності музичного твору в єдності його форми, змісту й стилю. Техніка сольного співу завжди підпорядковується особливостям відчуття вокальної звучності, специфіці вокальної орфоепії. Його учні, знані й визнані митці та вчені - Заслужений вчитель України В. Болотинюк, Заслужений працівник культури України О.Левицький, викладачі постановки голосу Мукачівського педагогічного інституту, магістри Еріка Турда та Світлана Сокач та багато інших, силою свого таланту передають досвід свого вчителя у виконавській та науково-педагогічній діяльності. Зі слів його учнів ми дізнаємося, що це є людина доброго серця, широкої душі, високої культури й ерудиції, інтелігентна, чуйна та доброзичлива. Він живе музикою й творчістю, щедро передає знання та вміння своїм студентам. У своїй викладацькій роботі застосовує методичні поради набуті за довголітній період викладання. Зокрема, використовує власний показ, наводить приклади правильного співу і для порівняння – неправильного (і навпаки); з великою увагою підходить до вірної вимови, вважаючи, що від цього залежить п’ятдесят відсотків правильного звуку; домагається максимальної чіткості у вимові приголосних, вміло застосовує образні порівняння в роботі над звуком, над твором в цілому, великого значення надає природним голосовим якостям.
З метою вдосконалення фахового рівня, Орест Шуляр направляється на факультет підвищення кваліфікації викладачів педагогічних вузів при Київському державному педагогічному інституті ім. М.Горького де виконав поставлений для нього план навчальної та наукової роботи і повний курс зі спеціальності «Постановка голосу» (теоретичний – 150 г., практичний – 40 г.).
У 1987 році, після здачі кандидатського мінімуму, був зарахований аспірантом при Київському науково-дослідному інституті педагогіки. Після закінчення аспірантури, у 1990 році, був направлений на роботу до Прикарпатського національного університету ім. В.Стефаника на посаду викладача музичного факультету.
У лютому 1992 року успішно захистив кандидатську дисертацію «Вдосконалення музично-естетичного виховання підлітків у групах продовженого дня (на матеріалі народно - пісенної творчості) при Київському науково-дослідному інституті педагогіки, отримавши вчений ступінь кандидата педагогічних наук, а у 1994 році рішенням Вищої атестаційної комісії України (31 жовтня протокол № 4) присвоєно вчене звання доцента.
У 2009 році (наказ ректора) призначений завідувачем кафедри співу (тепер кафедра академічного та естрадного співу) Інституту мистецтв Прикарпатського національного університету ім. В.Стфаника.
Професійна діяльність охоплює навчальні дисципліни: практично-індивідуальні: «Постановка голосу», лекційно-практичні - «Історія вокального мистецтва», «Охорона та гігієна голосу», «Культура мови», «Історія естрадного мистецтва»
Впродовж всієї навчально-педагогічної діяльності керує науковою роботою викладачів, дипломними та магістерськими роботами студентів.
Студенти вокального класу Шуляра О. Д. ведуть активну концертну та педагогічну діяльність (у місті, області та поза її межами).
Тривалий час є постійним членом журі обласних та регіональних конкурсів, фестивалів та оглядів музичної творчості школярів.
Нагороджений багатьма медалями та грамотами, в тому числі: 
Медаль «XX років перемоги у ВВВ 1941-1945 рр»; Почесний знак «Ветеран праці»; Почесна грамота Міністерства освіти України; Почесний знак голови Івано-Франківської обласної державної адміністрації та голови Івано-Франківської обласної ради на честь 2000-ліття Різдва Христового, Медалями «Лауреата» Всесоюзного та Всеукраїнського конкурсів та фестивалів.

## Наукова діяльність
Шуляр О.Д. має понад 40 публікацій у наукових збірниках та журналах (1986-2014 рр.)

### Основні публікації
- «Хрестоматія для співу. Українські народні пісні для тенора в супроводі фортепіано» (у співавторстві) – Івано-Франківськ: ДППТГ, 1996;
- Вокально-педагогічні основи організації та проведення занять з сольного співу зі студентами І-IV курсів у вокальному класі.- Івано-Франківськ, ДППТГ, 1997;
- «Українські народні пісні. Хрестоматія для співу в супроводі фортепіано» (у співав.). – Івано-Франківськ: ПП «Галицький тракт», 2001;
- «Арії, романси та пісні західноукраїнських композиторів XIX – першої половини XX ст. Хрестоматія для співу в супроводі фортепіано. Частина I., (у співав.). – Івано-Франківськ: «Плай», 2005;
- «Арії, романси та пісні західноукраїнських композиторів XIX – першої половини XX ст. Хрестоматія для співу в супроводі фортепіано Частина II. (у співав.). – Івано-Франківськ: «Плай», 2005;
- Арії та романси українських композиторів. Збірник пісень для тенора у супроводі фортепіано» (у співав.). - Івано-Франківськ, 2010.

### Монографії
1. «Голос людини та вокальна робота з ним» (авторський колектив: Стасько Г.Є, Шуляр О.Д., Сливоцький М.Ю. та ін.). - Івано-Франківськ, вид-во: ПНУ ім. В.Стефаника, 2010. - 330 с.(Навчальне видання);
2. «Історія вокального мистецтва». - Івано-Франківськ, вид-во: «Плай» ПНУ ім. В.Стефаника, I ч., 2010. - 352 с.(Навчальне видання);
3. «Історія вокального мистецтва». - Івано-Франківськ, вид-во: «Плай» ПНУ ім. В.Стефаника,  II ч., 2011. - 360 с.(Навчальне видання);

### Статті
- «Формы и методы усовершенствования музыкально - эстетического воспитания школьников» М. Музыка, 1989.
- «Музыкально-эстетическое воспитание подростков народно-песенным творчеством» / В книге: «Формирование эстетического отношения к искусству», Т. IV.- Москва 1991.

### Методичні рекомендації і навчальні програми
- Систематизований навчальний матеріал з питань вивчення рекомендованої літератури у вокальному класі / Три рівні загальної вокальної підготовки для студентів музичного факультету/. - Івано-Франківськ: «Плай», 1993. – 31 с.
- Особливості роботи зі студентами при вивченні української народної пісні календарно-обрядового циклу. - Івано-Франківськ: «Плай», 1994. - 44 с.
- Вдосконалення музично-естетичного виховання учнів у загальноосвітній школі в умовах позакласної роботи. - Івано-Франківськ: «Плай», 1994. - 48 с.
- «Програмові вимоги та методичні рекомендації до навчального предмету «Історія вокального мистецтва». – Івано-Франківськ, 2005. - 70 с.)
- Автор-укладач навчальних програм з предметів «Сольний спів» (для студентів І-V курсів та магістрів спеціальності «Музичне мистецтво. Вокал» у співавторстві); «Основи вокально-естрадного аранжування» спеціальності «Музичне мистецтво. Естрадний спів» (для студентів I-III курсів); «Охорона та гігієна голосу» для спеціальності - «Музична педагогіка і виховання», «Музичне мистецтво» (академічний спів та естрадний спів) - I-III курси). Спецкурсу: «Принципи вокально-хорового виконавства» (для спеціальності «Музична педагогіка і виховання» - для студентів III-V курсів).

### Участь у науково-практичних конференціях
- Использование народних игр в условиях групп продленного дня // Всесоюзный научно-практический семинар «Целостный процесс эстетического развития личности». – Херсон, 1989 р.;
- Народно-пісенна музична творчість як засіб гармонізації розвитку особистості: «Психологічна наука: проблеми і переспективи».-Київ, 1990 р.;
- Принципи, форми та методи музично-естетичного виховання підлітків при вивченні пісенної творчості /Республіканська науково-практична конференція: «Шляхи вдосконалення художньо-естетичної освіти учнівської молоді в умовах відродження національної культури».- К, КДПІ, 1992 р.;
- Підготовка майбутніх вчителів музики до виховання учнів засобами народно - пісенної творчості / Всеукраїнська науково-практична конференція «Неперервна педагогічна освіта:перспективи та проблеми».- Кам’янець-Подільський, 1993 р.;
- Музика у творчому становленні Григорія Сковороди / Всеукраїнська науково-практична конференція «200-річчя світлої пам’яті Григорія Савича Сковороди».- Івано-Франківськ, 1994 р.;
- До проблеми формування естетичної культури майбутнього вчителя / Всеукраїнська науково-практична конференція «Музика в системі художньо-естетичної освіти молоді».- Івано-Франківськ, 1995 р. та інші.

## Концертна діяльність
Поряд з науковою роботою, працює також і в творчому напрямку, є активним учасником багатьох колективів:
З 1976 по даний час соліст народного чоловічого вокального квартету «Легінь» Прикарпатського національного університету ім. В. Стефаника.
З 1980 по 2005 соліст муніципального камерного хору «Галицькі передзвони» та його незмінний директор-розпорядник.
З 1980 по даний час соліст муніципального кафедрального хору «Кредо» ім. Святого Воскресіння»
З 1995 по даний час соліст чоловічого вокального квартету «Коло» Центрального народного дому  м. Івано-Франківська.
Тривалий час є постійним членом журі Всеукраїнських (конкурси молодих вокалістів імені Ірини Маланюк 2007, 2009, 2011, 2013 рр.), обласних («Прикарпатський зорепад» - 2012 р.) регіональних конкурсів, фестивалів та оглядів музичної творчості школярів.
Окремо слід звернути увагу на велику роботу митця у напрямку популяризації українського вокального мистецтва. Концертна діяльність Ореста Шуляра проходить не лише на теренах України, а й далеко за її межами. З різними колективами та програмами він побував у Норвегії (1965), Росії (1975), Польщі (1982), Білорусі (1985), Таджикистані (1988), Республіці Конго (1989 р.), Румунії (1995, 1998), Англії (1997, 1998), Німеччині (1996, 1997, 1999, 2001, 2005, 2009), Словаччині (2002), Франції (2004), Угорщині (1998, 2000, 2010), Італії (1999, 2004, 2008), Мальті (2004) та ін.
Пропаганда музичної культури рідного краю невіддільна у педагогічній роботі та мистецькій творчості Ореста Дмитровича Шуляра, людини сповненої невичерпного ентузіазму - вчителя, музиканта, патріота.
За весь період концертної діяльності у складі квартетів неодноразово брав участь на Міжнародних, Всеукраїнських та Республіканських конкурсах і фестивалях. За активну участь та популяризацію українського вокального мистецтва нагороджений багатьма медалями та грамотами Міністерства освіти та Міністерства культури України.  

## Слово від автора
Перегортаючи сторінки захоплюючої мистецької біографії Ореста  Дмитровича Шуляра, вдивляючись у сьогоденну культурну ситуацію, можна впевнено твердити, що його творчість - ціла епоха в сучасному духовному житті. За рівнем професіоналізму, виконавської культури і масштабам творчої діяльності він стоїть поруч із найвизначнішими майстрами вокально-педагогічної роботи нашого часу. Ця людина немовби живе двічі: як вчений, що виховує студентів, і як артист.